# Houdilcourt
 Houdilcourt  es una comuna y población de Francia, en la región de Champaña-Ardenas, departamento de Ardenas, en el distrito de Rethel y cantón de Asfeld.
Su población en el censo de 1999 era de 140 habitantes.
Está integrada en la Communauté de communes de l’Asfeldois .
- Datos: Q402620
- Multimedia: Houdilcourt / Q402620

1. ↑  Worldpostalcodes.org, código postal n.º 08190.
2. ↑  INSEE, Datos de población para el año 2012 de Houdilcourt (en francés).